# Desmoglein-4
Desmoglein-4‏ (Desmoglein 4) هوَ بروتين يُشَفر بواسطة جين Desmoglein-4 في الإنسان.